# Hakea arborescens
Hakea arborescens (лат.) — высокий кустарник или дерево, вид рода Хакея (Hakea) семейства Протейные (Proteaceae), встречающийся на севере Австралии.

## Ботаническое описание

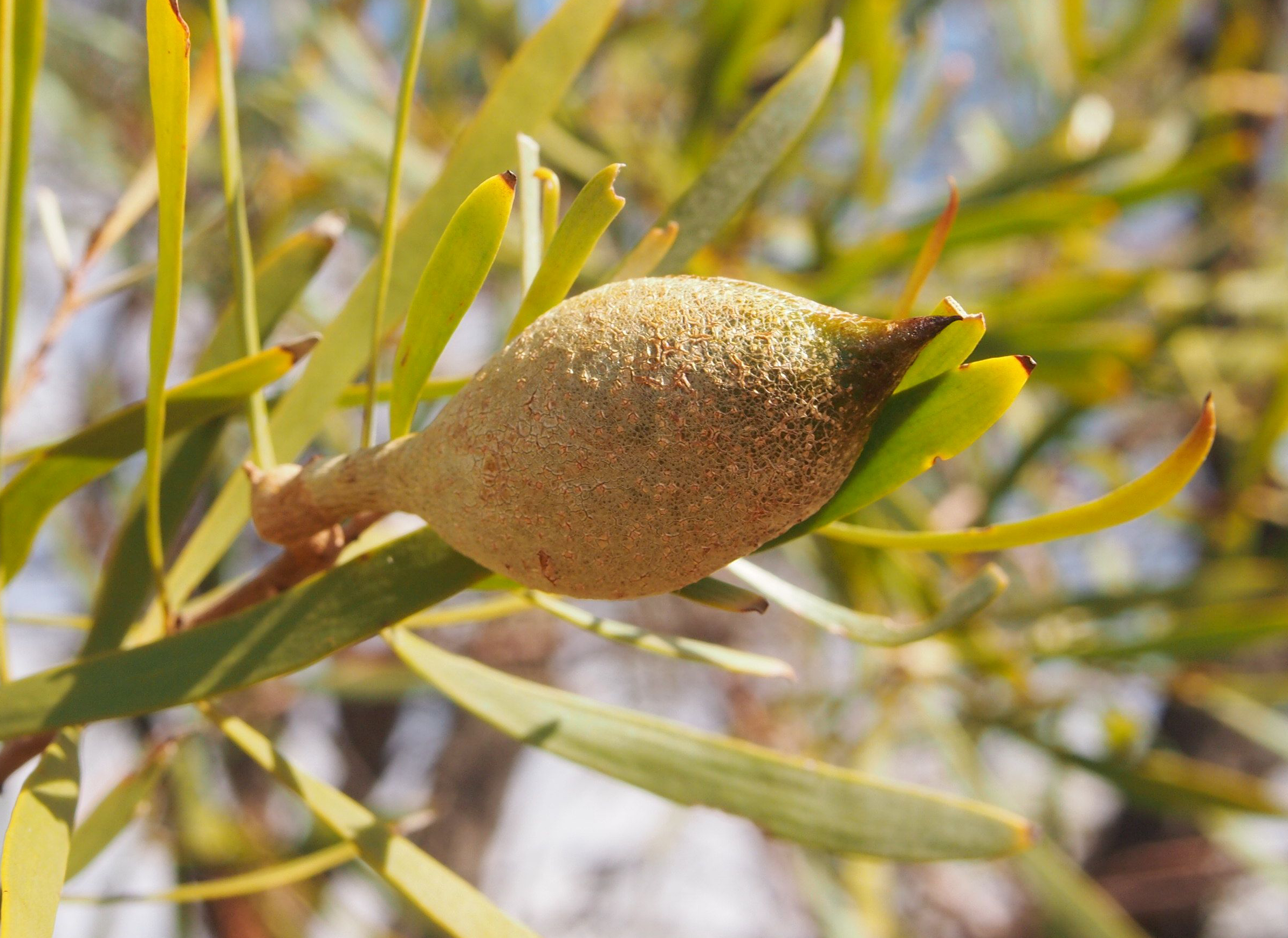
Плод Hakea arborescens.

Hakea arborescens — высокий кустарник или дерево от 2 до 8 м. Кора на стволе и крупных ветвях грубая в трещинах, серого цвета. Сидячие вечнозелёные листья имеют линейную, узко-оболоченную либо узко-эллиптическую форму, длиной от 5 до 18 см и шириной от 3 до 11 мм. Цветёт с января по июль и даёт жёлто-кремовые цветы. Каждое неразветвлённое соцветие имеет длину от 30 до 50 мм и сгруппировано в головку. Соцветие имеет околоцветник от серебристого до ржавого цвета. Плоды с клювом образуются после цветения, имеют эллипсоидальную форму длиной от 28 до 58 мм и шириной от 14 до 26 мм. Плоды содержат два чёрных семени овальной формы длиной от 10 до 15 мм с перепончатой жёлтой крылаткой.

## Таксономия
Вид Hakea arborescens был впервые официально описан британским ботаником Робертом Броуном в 1810 году в работе «О естественном порядке растений, называемых Proteaceae», опубликованной в Transactions of the Linnean Society of London. Видовое название — от латинского arborescens, что означает «становиться древовидным».

## Распространение и местообитание
Эндемичный вид, встречающийся на северной оконечности Северной территории, в округе Кимберли Западной Австралии и на севере Квинсленда. Часто встречается среди прибрежных дюн, внутри континента на щелочных почвах, вдоль берегов ручьёв или в низменных местностях, таких как болота. Встречается на участках песчаника, кварцита и известняка или вокруг них и частично в муссонных и эвкалиптовых лесах.